# Denisa Pešová
Denisa Pešová (* 4. Mai 2001) ist eine tschechische Leichtathletin, die sich auf den Hochsprung spezialisiert hat.

## Sportliche Laufbahn
Erste internationale Erfahrungen sammelte Denisa Pešová im Jahr 2019, als sie bei den U20-Europameisterschaften in Borås mit übersprungenen 1,74 m in der Qualifikationsrunde ausschied. 2023 belegte sie bei den U23-Europameisterschaften in Espoo mit 1,87 m den vierten Platz.
2023 wurde Pešová tschechische Meisterin im Hochsprung im Freien und in der Halle.

## Bestleistungen
- Hochsprung: 1,88 m, 29. Juli 2023 in Tábor
  - Hochsprung (Halle): 1,85 m, 18. Februar 2023 in Ostrava